# Hermann Joachim (Historiker)
Hermann Heinrich Christian Joachim (* 6. August 1868 in Hamburg; † 31. Oktober 1931 ebenda) war ein deutscher Historiker und Altphilologe.

## Leben und berufliches Wirken
Der Vater von Hermann Joachim unterrichtete als Oberlehrer an den Schulen des Klosters St. Johannis. Hermann Joachim erhielt zunächst Privatunterricht an der Schule des Dr. Otto. Von 1879 bis 1887 besuchte er die Gelehrtenschule des Johanneums, die er mit Auszeichnung verließ. Im selben Jahr nahm er an der Universität Bonn ein Studium der klassischen Philologie, Theologie und Geschichte auf. Im dortigen sogenannten „Hamburger Kreis“ lernte er unter anderem Aby Warburg und Hans Nirrnheim kennen, mit dem er später zusammenarbeitete. Joachim konzentrierte sich auf Altertumswissenschaften und wurde dabei wesentlich von seinen Lehrern Franz Bücheler und Hermann Usener geprägt. In seiner Promotion zum Dr. phil. beschäftigte er sich 1892 mit einer textkritischen Quellenprüfung eines Werkes von Theophrastos von Eresos. Im Februar 1893 absolvierte er die Prüfung für das höhere Lehramt: Er durfte in allen Klassen Griechisch, Latein und Religion und in den mittleren Klassen Propädeutik und Geschichte unterrichten.
Zum 1. März 1893 erhielt Joachim eine Stelle als Volontär im Hamburger Staatsarchiv. Im selben Jahr wurde er zum wissenschaftlichen Hilfsarbeiter ernannt. In den Folgejahren galt er als anerkannter Fachmann für rechtliche Fragestellungen und die Geschichte der Organisation der Verwaltung in Hamburg. Da er Unterlagen des Amtsarchivs und Amtsgerichts aus Ritzebüttel an zentraler Stelle sammelte und bewertete, arbeitete er später als rechtliche Gutachter in Fragen des Deich- und Wasserrechts. Außerdem ordnete er das Archiv der Allgemeinen Armenanstalt neu und verfasste mehrere Gutachten mit Bezug zur Wohlfahrtspflege.
1899 richtete das Staatsarchiv neue Planstellen ein. Hermann Joachim wurde dabei zum Wissenschaftlichen Assistenten mit Beamtenstatus befördert. 1919 erhielt er einen Professorentitel, ein Jahr später übernahm er als Archivrat die Leitung der Abteilung für Senatsakten. Joachim verfasste bemerkenswerte Gutachten zur Namensfindung neuer Straßen, bei denen er historische Zusammenhänge berücksichtigte. 1926 wurde er zum Oberarchivrat und damit zweithöchsten Beamten der Einrichtung ernannt. Der Hamburger Senat beschloss, Joachim aus Kostengründen in Ruhestand zu versetzen; er starb jedoch, nach vorherigen längeren Herzrhythmusstörungen, noch während der Dienstzeit Ende Oktober 1931.

## Ehrenamtliches Engagement
Hermann Joachim arbeitete nebenberuflich fast 40 Jahre karitativ. Seit 1894 arbeitete er als Pfleger, später als Bezirksvorsteher für die hamburgische Armenpflege, für die er 1901 das „Handbuch der Wohltätigkeit“ schrieb. Dieses umfasste Angaben zu ungefähr 820 öffentlichen und privaten Wohlfahrtsorganisationen und Stiftungen in Hamburg. Er referierte häufig zum Fürsorge- und Sozialrecht, darunter 1900 bei einer Veranstaltung des Allgemeinen Deutschen Frauenvereins oder 1901 im „Volksheim“. Weitere Vorträge hielt er über die Geschichte des Armenwesens in Hamburg. Hierzu sprach er 1914 bei den Akademischen Ferienkursen und 1915 im Verein für Hamburgische Geschichte. Nach dem Ausbruch des Ersten Weltkriegs arbeitete er auch für die Hamburger Kriegshilfe.
Seine Freizeit widmete Joachim überwiegend dem Verein für Hamburgische Geschichte, dem er seit 1905 angehörte. Zusammen mit Hans Nirrnheim verwendete er viel Energie darauf, die Vereinsstrukturen zu überarbeiten. Von 1905 bis 1930 organisierte Joachim das Vortragswesen neu. Er verpflichtete angesehene Referenten, thematisierte aktuelle wissenschaftliche Diskussionen und behandelte regelmäßig bedeutende Abschnitte und Jahrestage der Hamburger Geschichte. Dadurch entwickelte sich der Verein zu einer außerhalb Hamburgs bekannten Institution, auch, weil weder das Allgemeine Vorlesungswesen, die Hamburger Universität noch die Volkshochschule der Stadtgeschichte darstellten. Ab 1908 wirkte Joachim auch im Redaktionsausschuss des Vereins. Er hatte maßgeblichen Anteil an der Professionalisierung der Vereinszeitschrift. Joachim arbeitete größtenteils im Hintergrund und maß öffentlicher Wahrnehmung wenig Bedeutung bei. Von 1916 bis 1921 gehörte er dem Vereinsvorstand an, legte das Amt nach dieser Amtsperiode freiwillig nieder.
Der Verein für Hamburgische Geschichte verlieh Joachim 1930 die Lappenberg-Medaille in Bronze. Im Januar 1932 richtete der Verein gemeinsam mit dem Staatsarchiv eine Gedenkveranstaltung aus. Bis 1937 veröffentlichte der Verein Arbeiten aus dem Nachlass Joachims.

## Werke
Joachim beschäftigte sich in seinen Werken mit der Geschichte und Organisation des Gemeinwesens. Dabei arbeitete er streng textkritisch. Diese Arbeitsweise hatte er aus der Altphilologie übernommen. 1905 stellte er in einem umfangreichen, in der deutschen Stadtgeschichtsforschung stark diskutierten Artikel die Gilde und Stadtgemeine in Freiburg im Breisgau dar. 1912 konnte er ein Diplom Ludwig des Frommen textkritisch rekonstruieren, Es handelte sich um die älteste Fassung der Gründungsurkunde des Hamburger Erzbistums. Joachim hinterließ zahlreiche Entwürfe und Literatursammlungen zum gesellschaftlichen Leben Hamburgs. Darin beschäftigte er sich unter anderem mit dem Waisenhaus, dem Werk- und Zuchthaus oder dem Spinnhaus. Diese Dokumente wurden bisher nicht publiziert.
Für Band 44 der Allgemeinen Deutschen Biographie verfasste Joachim einen Beitrag über den Wasserbaudirektor Reinhard Woltman. 1925 und 1929 stellte er die Geschichte Hamburger Straßennamen dar. Diese Werke gelten bis heute als aktuell.